# أحمد بن عبد العزيز الفارس
أحمد بن عبد العزيز الفارس مهندس سعودي، يشغل منصب محافظ الهيئة العامة للأمن الغذائي من 17 يونيو 2015م.

## التعليم
- حاصل على دبلوم متقدم في مجال مناولة وتخزين الحبوب من جامعة داكوتا الشمالية في الولايات المتحدة الأمريكية 1990 – 1991م.
- حاصل على بكالوريوس هندسة زراعية من كلية الزراعة في جامعة الملك سعود عام 1988م.[2]

## المناصب
- محافظ الهيئة العامة للأمن الغذائي (المؤسسة العامة للحبوب سابقاً) من يونيو2015.[3]
- نائب مدير عام المؤسسة العامة لصوامع الغلال ومطاحن الدقيق (للتشغيل والصيانة المكلف) من أكتوبر2014 إلى عام 2015.
- مساعد مدير عام المؤسسة العامة لصوامع الغلال ومطاحن الدقيق لشؤون الاستيراد من عام 2010 إلى عام 2015.
- مدير إدارة القمح والنقل، ومدير إدارة التطوير الإداري، والإشراف على برنامج التدريب الفني من عام 2006 إلى عام 2010.
- مدير إدارة النقل والشحن والمشرف علي برنامج التدريب الفني الخارجي بالمؤسسة من عام 2004 إلى عام 2006.
- مدير إدارة النقل والشحن بالمؤسسة من عام 1998 إلى عام 2004.[2]

## عمل
- إدارة أكبر طاقات تخزينية لصوامع الغلال في الشرق الاوسط بطاقة تخزينية 3.2 مليون طن من قمح.[4]
- استيراد الحبوب في المؤسسة لتأمين احتياجات المملكة السنوية من القمح والشعير بكمية تقدر بنحو 23 مليون طن قمح في 10 سنوات ونحو 26 مليون طن شعير في 5 سنوات.[5]
- فصل قطاع المطاحن عن المؤسسة وتأسيس 4 شركات للمطاحن استعدادا لتخصيص القطاع.[6]
- خصخصة قطاع المطاحن في المملكة ببيع الشركة الأولى والثالثة والإعداد لبيع الشركة الثانية والرابعة.[7]
- المساهمة في وضع إستراتيجية الأمن الغذائي في المملكة
- عضو لجنة الأمن الغذائي ورئيس الامانة العامة للجنة الأمن الغذائي في المملكة